# Franse parlementsverkiezingen 1962
De Franse parlementsverkiezingen van 1962 vonden op 18 en 25 november 1962 plaats. Het waren de tweede legislatieve verkiezingen ten tijde van de Vijfde Franse Republiek. De verkiezingen werden gewonnen door de gaullistische partijen.

## Uitslagen
| Partij | Partij                                                | 1e ronde  | 1e ronde | 1e ronde | 2e ronde  | 2e ronde | Totaal | Totaal | Totaal |
| Partij | Partij                                                | Stemmen   | %        | ±        | Stemmen   | %        | Zetels | ±      | %      |
| ------ | ----------------------------------------------------- | --------- | -------- | -------- | --------- | -------- | ------ | ------ | ------ |
|        | UNR-UDT                                               | 5.877.127 | 32,06    | +14,1    | 6.168.162 | 40,40    | 230    | +41    | 49,4   |
|        | Parti communiste français (PCF)                       | 4.010.463 | 21,87    | +3,0     | 3.260.827 | 21,36    | 41     | +31    | 8,8    |
|        | Section française de l'Internationale ouvrière (SFIO) | 2.279.209 | 12,43    | −3,0     | 2.236.742 | 14,65    | 64     | +24    | 13,8   |
|        | Mouvement républicain populaire (MRP)                 | 1.679.759 | 9,16     | −1,9     | 810.108   | 5,31     | 37     | −20    | 8,0    |
|        | Radicaux                                              | 1.360.465 | 7,42     | −2,1     | 1.189.291 | 7,79     | 41     | +7     | 8,8    |
|        | Centre national des indépendants et paysans (CNIP)    | 1.341.748 | 7,32     | −6,8     | 932.591   | 6,11     | 12     | −97    | 2,6    |
|        | Républicains indépendants                             | 427.821   | 2,33     |          | 134.399   | 0,88     | 18     |        | 3,9    |
|        | Parti socialiste unifié (PSU)                         | 363.842   | 1,98     | +1,1     | 115.426   | 0,76     | 2      | +2     | 0,4    |
|        | Divers droite (DVD)                                   | 834.212   | 4,55     |          | 384.679   | 2,52     | 20     |        |        |
|        | Extrême droite                                        | 139.200   | 0,76     | −1,81    | 35.956    | 0,24     | 0      |        |        |
|        | Overigen                                              | 19.942    | 0,11     |          | 0         |          | 0      |        |        |

### Samenstelling in deNationale Vergadering
| Groepering          | Leden | Andere fractieleden | Totaal | %     |
| ------------------- | ----- | ------------------- | ------ | ----- |
| UNR-UDT             | 216   | 17                  | 233    | 48,34 |
| Socialiste          | 64    | 2                   | 66     | 13,69 |
| CD                  | 51    | 4                   | 55     | 11,41 |
| Communiste          | 41    | 0                   | 41     | 8,51  |
| RD                  | 35    | 4                   | 39     | 8,10  |
| RI                  | 32    | 3                   | 35     | 7,21  |
| Niet-ingeschrevenen | 13    | -                   | 13     | 2,70  |
| Totaal              | 452   | 30                  | 482    | 100,0 |